# Koen Bijen
Koen Bijen (Leiden, 27 juli 1998), uitkomend voor Hockeyclub 's-Hertogenbosch is Nederlands hockeyinternational, en speelde tot dusver(augustus 2024) 66 officiële interlands voor de Nederlandse mannenploeg.
Koen Bijen begon met het spelen van voetbal, nadat Bijen dertien jaar was maakte Bijen de overstap van voetbal naar hockey en begon te spelen bij de Haagse hockeyclub Hdm. Bijen ontwikkelde zich door bij de club Hdm en promoveerde naar de hoofdklasse in het jaar 2017. Uiteindelijk was Bijen niet goed genoeg voor Hdm en maakte een transfer naar HC Klein Zwitserland.
In 2019 maakte Bijen zijn debuut voor jong oranje en werd geselecteerd voor het Europees kampioenschap mannen U21 2019. Op dit kampioenschap wist Bijen 2 keer te scoren. De eindklassering van de ploeg was de derde plaats en zo wonnen de mannen onder-21 het brons.
De resultaten van HC Klein Zwitserland waren niet goed, maar Bijen ontwikkelde zichzelf zo goed dat Bijen naar Hockeyclub 's-Hertogenbosch overstapte. In het debuut-seizoen 2019/20 stond de club Hockeyclub 's-Hertogenbosch op de tweede plaats in de hoofdklasse. Door corona ging deze competitie niet meer door, en hierdoor telt dit resultaat niet.  
Het debuut voor Nederlandse mannenploeg was in de Hockey Pro League 2021/22 tegen Belgische hockeyploeg 2-2, de shoot-outs werden wel gewonnen voor het extra bonus punt. In datzelfde seizoen wist Bijen meerdere doelpunten te maken voor Nederlandse mannenploeg en de ploeg won zo de Hockey Pro League. Voor het Wereldkampioenschap hockey mannen 2023 werd Bijen geselecteerd en dit betekende het eerste grootte eindtoernooi in het shirt van Oranje. Alle wedstrijden kwam Bijen in actie en er werden zelfs vijf doelpunten gemaakt in drie wedstrijden op rij. De Nederlandse mannenploeg legde tijdens dit toernooi beslag op het WK-brons. De eerste club prijs werd behaald in het seizoen 2022/23 waar Hockeyclub 's-Hertogenbosch de KNHB Gold Cup wist te winnen. Bijen speelde interlands in Hockey Pro League 2022/23, maakte belangrijke doelpunten en weer werd de Pro League mee naar huis genomen. Voor het Europees kampioenschap hockey mannen 2023 werd Bijen weer geselecteerd. Tijdens dit toernooi speelde Bijen weer iedere wedstrijd. In de finale wist Nederlandse mannenploeg het EK te winnen.
Op 8 augustus 2024 werd Bijen met de Nederlandse hockeyploeg olympisch kampioen bij de Olympische Spelen in Parijs.

## Erelijst
- 2019 -  Europees kampioenschap onder 21
- 2021/22 -  Hockey Pro League 2021/22
- 2023 -  Wereldkampioenschap hockey mannen 2023
- 2022/23 -  Hockey Pro League 2022/23
- 2022/23 -  KNHB Gold Cup 2022/23 met Hockeyclub 's-Hertogenbosch
- 2023 -  Europees kampioenschap hockey mannen 2023
- 2024 -  Olympische Zomerspelen 2024

1: Maurits Visser (GK) ·
4: Lars Balk ·
6: Jonas de Geus ·
7: Thijs van Dam ·
8: Thierry Brinkman ·
10: Jorrit Croon ·
11: Terrance Pieters ·
16: Floris Wortelboer ·
20: Derk Meijer (GK) ·
22: Koen Bijen ·
23: Joep de Mol · 24: Steijn van Heijningen · 27: Jip Janssen · 29: Tijmen Reyenga · 32: Justen Blok · 34: Derck de Vilder · 43: Floris Middendorp · 51: Duco Telgenkamp · Coach: Jeroen Delmee
1: Maurits Visser (K) ·
4: Lars Balk ·
6: Jonas de Geus ·
7: Thijs van Dam ·
8: Thierry Brinkman (C) ·
9: Seve van Ass ·
10: Jorrit Croon ·
11: Terrance Pieters ·
13: Dennis Warrendam ·
16: Floris Wortelboer ·
18: Teun Beins · 19: Tjep Hoedemakers · 22: Koen Bijen · 24: Steijn van Heijningen · 26: Pirmin Blaak (K) · 27: Jip Janssen · 29: Tijmen Reyenga · 31: Jasper Brinkman · 32: Justen Blok · 34: Dereck de Vilder · Coach: Jeroen Delmee
Seve van Ass ·  
Lars Balk ·  
Koen Bijen ·  
Pirmin Blaak ·  
Justen Blok ·  
Thierry Brinkman ·  
Jorrit Croon ·  
Thijs van Dam ·  
Jonas de Geus ·  
Steijn van Heijningen ·  
Tjep Hoedemakers ·  
Jip Janssen ·  
Floris Middendorp ·  
Joep de Mol ·  
Duco Telgenkamp ·  
Derck de Vilder ·  
Floris Wortelboer ·  
Steijn van Heijningen (invaller) ·  
Tijmen Reyenga (invaller) ·
Coach: Jeroen Delmee